# Smilo
Smilo är en svensk popgrupp, som består av trion Arvid Ångström, Dennis Babic och Oscar Berglund Juhola. De beskriver själva sin musikstil som tropical house, vilket för dem innebär glada melodier i lite lugnare tempo – "Beach-musik som passar när livet är som bäst".
Gruppen hette från början "Smajl", men de tvingades byta till "Smajling Swedes" och tävlade under det namnet i Svensktoppen nästa.  Inför Melodifestivalen valde gruppen att återigen byta namn, nu till "SMILO".
Trion blev handplockad att medverka i Melodifestivalen 2016 efter att ha vunnit en finalplats i Svensktoppen nästa 2015. De tävlade i den tredje deltävlingen som ägde rum den 20 februari med låten "Weight of the world". De slutade på femte plats och gick således inte vidare till finalen.

## Medlemmar
- Arvid Oscar Ångström, född 1 februari 1993, bosatt i Örnsköldsvik[5]
- Dennis Babic, född 25 december 1992, bosatt i Vendelsö[5]
- Carl Oscar Roger Berglund Juhola, född 6 maj 1992, bosatt i Vendelsö[5]

## Diskografi
Singlar
- 2014 - "Warfare (som "SMAJL")"
- 2015 – "Goosebumps" (som "Smajling Swedes")[3]
- 2016 – "Weight of the World (Melodifestivalen 2016)
- 2016 - "Young Again"